# Wilfrido Robledo Madrid
Wilfrido Robledo Madrid (Ciudad de México,1947-18 de febrero de 2022) fue un marino, policía y funcionario público mexicano. Tuvo una carrera policial que duró 40 años, misma en la que llegó a ser titular de la Policía Federal Preventiva. En su quehacer fue responsable de violaciones graves a derechos humanos incluyendo participación en el terrorismo de Estado en México y el operativo policial en Atenco de 2006. En la última etapa de su vida fue cercano a Genaro García Luna, ex secretario de Seguridad Pública de México y preso desde 2022 en los Estados Unidos.

## Trayectoria
Se graduó en 1969 en la Heroica Escuela Naval Militar. En 1970 ingresó al Estado Mayor Presidencial como asistente del entonces presidente Luis Echeverría. En 1982 fue designado secretario de Seguridad Pública del estado de Tabasco, cargo en el que fue denunciado por el incremento de actividades de narcotráfico en el estado, incluyendo la operación del coronel a su cargo Pedro Salazar Padilla. Tuvo contactos directos con la política del estado gracias a su primo el exgobernador tabasqueño Mario Villanueva Madrid, quien permanece preso desde 1999 por lavado de dinero para el narcotráfico.
En ese cargo, se tiene la evidencia de su participación en las labores de coacción a los campesinos tabasqueños del movimiento llamado Pacto Ribereño, un movimiento campesino que buscaba la reducción de cacicazgos que mantenían el control de enormes extensiones de tierra así como la indemnización por las afectaciones derivadas de las actividades de PEMEX en el estado. Documentos demuestran que el Estado mexicano desplegó una estrategia de coacción, persecución y división de este movimiento con el fin de terminarlo. Entre las acciones está la coacción y amenaza a líderes, actividad que según la Dirección Federal de Seguridad Wilfrido Robledo realizó contra Eulogio Méndez Pérez, del Pacto Ribereño. Una ficha de la DFS aclara que ante las acusaciones del Pacto Ribereño del secuestro de Méndez Pérez, se informa que la labor realizada por Wilfrido Robledo fue una «labor de convencimiento» a Méndez sacándolo de Villahermosa hacia Mérida con ese fin.
De ese cargo en Tabasco pasó a ser director de Servicios Técnicos y posteriormente a la Dirección de Protección del Centro de Investigación y Seguridad Nacional (CISEN) en 1989. En ese centro fue parte de una fuerza antisecuestros y antiterrorismo —integrada por Genaro García Luna y en donde comenzarían una relación personal—, misma que atendió en 1994 el secuestro del banquero Alfredo Harp Helú, liberándolo y recuperando el monto pagado por su libertad. Tanto Robledo como García Luna y Luis Cárdenas Palomino integraron una nueva coordinación de las instituciones federales de seguridad. Encabezó un operativo el 9 de febrero de 1995 en Cacalomacán como parte del terrorismo de Estado hacia el Ejército Zapatista de Liberación Nacional. El operativo concluyó con la detención violenta de 8 presuntos integrantes del EZLN que fueron torturados para declararse culpables según la Comisión Nacional de los Derechos Humanos (CNDH) y la organización Human Rights Watch. Los detenidos fueron absueltos. La dupla Robledo Madrid–García Luna atendería posteriormente el secuestro de Diego Fernández de Cevallos en 2010.
El 4 de julio de 1999 fue designado comisionado de la Policía Federal Preventiva (PFP), cuerpo policiaco creado ese año. El 1 de febrero de 1999 dirigió el operativo que buscó la toma de la Escuela Nacional Preparatoria 3 de la Universidad Nacional Autónoma de México, en el contexto del Movimiento estudiantil de la UNAM (1999-2000). Previo a la llegada de la policía arribaron a intentar arrebatar el control de la escuela estudiantes identificados como porros y personal de la Dirección General de Protección a la Comunidad de la propia UNAM. Al resistir los paristas el intento de toma, a las 19:00 Robledo Madrid llegó al mando de 400 elementos de la PFP. En dicho operativo los policías a su cargo cometieron actos como brutalidad policial, tratos inhumanos y degradantes así como la comisión de detenciones arbitrarias de 248 estudiantes integrantes del Consejo General de Huelga. Días después, el 6 de febrero, Madrid encabezó el Operativo UNAM que concluyó el movimiento estudiantil del CGH con la toma de las instalaciones universitarias.
Renunció a la PFP el 30 de diciembre de 2000 tras un conflicto con Alejandro Gertz Manero. En 2002 fue inhabilitado del servicio público por 12 años y multado por 2.7 millones de pesos por compras irregulares de aeronaves para la PFP. Robledo Madrid fue agregado militar en las embajadas de México en Italia y Yugoslavia. De 2002 a 2009 fue jefe de seguridad en la empresa Teléfonos de México. En 2009 fue designado titular de la Policía Federal Ministerial. Dicho nombramiento fue criticado por organizaciones de la sociedad civil como el Centro de Derechos Humanos Miguel Agustín Pro Juárez al designar en ese rol a una persona con un pasado asociado a la represión y a violaciones graves a derechos humanos.
Pasó a retiro por la Marina en 2014. En 2018 el entonces precandidato presidencial Adán Augusto López anunció ante empresarios que Wilfrido Robledo sería el encargado de delinear su plan de seguridad en caso de resultar candidato. Robledo murió el 18 de febrero de 2022 por complicaciones de COVID-19.

### Operativo de Atenco de 2006
A pesar de su inhabilitación, Robledo Madrid fue designado titular de la nueva Agencia de Seguridad Estatal (ASE) en 2005 en el gobierno de Enrique Peña Nieto en el Estado de México. Dicha agenciaincluyó en su marco de actuación facultades ministeriales. En esa gestión Robledo fue acusado de vender y rentar equipo policiaco. Semanas antes de este operativo Robledo Madrid se vio involucrado en la polémica por un operativo de la ASE que retiró un bloqueo carretero por parte de vecinos de La Concepción, en Tultitlán. Los vecinos demandaban el cese de las actividades del Instituto Nacional de Migración contra migrantes en la zona y terminar actividades de persecución y acoso en su contra. En los hechos un elemento de la ASE disparó contra los manifestantes, resultando asesinado el manifestante Roberto Lugo. Robledo justificó la acción como una medida de defensa propia del elemento. El entonces gobernador Peña Nieto respaldó la versión.
El 3 y 4 de mayo de 2006 Robledo Madrid dirigió el operativo contra habitantes del pueblo de San Salvador Atenco, militantes del Frente de Pueblos en Defensa de la Tierra (FPDT) y otros adherentes a La Otra Campaña del EZLN. Dicha acción se consumó con la toma violenta del pueblo de San Salvador Atenco, operativo que incluyó la comisión de delitos graves y violaciones graves a derechos humanos como allanamiento de morada, detenciones arbitrarias de 206 personas, mismas que sufrieron torturas, retenciones ilegales, tratos humanos y degradantes, golpes, brutalidad policial y violaciones sexuales por parte de elementos de la ASE. En los hechos perdieron la vida dos personas, Javier Cortés Santiago y Alexis Benhumea. Medios reportaron que previo a la decisión de la intervención policiaca, Robledo Madrid dijo al entonces gobernador Enrique Peña Nieto, que si no se realizaba el operativo como lo había planeado, renunciaría.
Tras los hechos Robledo justificó la actuación de sus elementos diciendo que sus actos se debieron a «altos niveles de estrés»y al «poco respaldo que tienen de la sociedad», negando que hayan cometido delitos. Respecto a las acusaciones de abusos y violaciones sexuales dijo que «si las mujeres muy dignas no se dejaron revisar (por los doctores), fue porque nadie les había hecho nada».
La CNDH emitió la Recomendación 38/2006 en la que concluyó que el Estado mexicano cometió violaciones graves a derechos humanos como el derecho la vida, a la integridad a la legalidad y seguridad jurídica y a los derechos de los menores. En febrero de 2007 Robledo Madrid renunció a la titularidad de la ASE por razones personales, en tanto se hacía pública una investigación hacia el marino por presunto nepotismo al ser contratado en los cuerpos auxiliares de la ASE a su hijo Mario Robledo Segura. En respuesta a la polémica Robledo aceptó que «le echó la mano» a su hijo a tener un cargo directivo en la misma agencia policiaca que el mismo dirigía.
La Suprema Corte de Justicia de la Nación inició la Investigación Constitucional 3/2006 para indagar los hechos. En 2009 el tribunal concluyó la comisión de graves violaciones a las garantías individuales en los hechos por las autoridades sin señalar responsabilidades individuales. El 28 de noviembre de 2018, ante la falta de justicia en México, la Corte Interamericana de Derechos Humanos emitió una sentencia en favor de once mujeres víctimas de abuso y violación sexual, condenando al Estado mexicano en el caso Atenco vs. México. La sentencia afirmó que el uso de la fuerza en Atenco «no fue legítimo ni necesario, pero además fue excesivo e inaceptable por la naturaleza sexual y discriminatoria de las agresiones sufridas» y que el Estado mexicano cometió violaciones a la integridad personal, a la vida privada, y a no ser sometido a tortura, al derecho de reunión, al derecho a la libertad personal y a los derechos a las garantías judiciales y a la protección judicial. Asimismo solicitó al Estado mexicano que cumpla con su obligación de  investigar y sancionar los hechos.